# جشنواره فیلم کن ۱۹۹۶
چهل و نهمین دوره جشنواره فیلم کن در بین روز های ۹-۲۰ می ۱۹۹۶ برگزار شد. رئیس هیئت داوران بر عهده فرانسیس فورد کوپولا بود. بخل طلا این دوره به فیلم رازها و دروغ‌ها ،مایک لی رسید. برادران کوئن که در سال ۱۹۹۱ توانسته بودند نخل طلا و بهترین کارگردانی را تصاحب کنند اینبار فقط در قسمت بهترین کارگردانی توانستن با فیلم آرگو برنده شوند.

## هیئت داوران

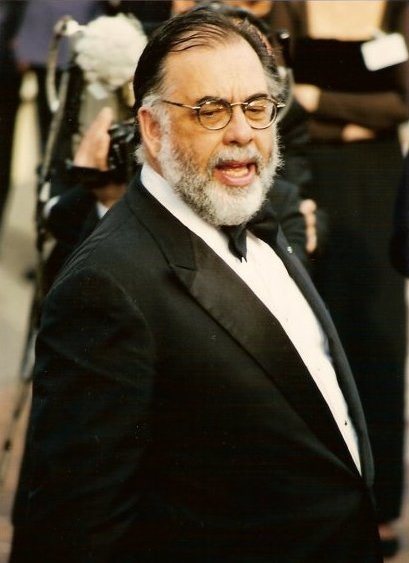
فرانسیس فورد کوپولا, رئیس هیئت داوران

- فرانسیس فورد کوپولا
- ناتالی بای
- گرتا اسکاکی
- مایکل بالهاوس
- Henry Chapier
- آتوم اگویان
- ایکو ایشیوکا
- کریستف پیسیویچ
- آنتونیو تابوکی
- تران آن هونگ

## مسابقه
فیلم‌های زیر برای بخش مسابقه انتخاب شده‌اند:
- شکستن امواج - لارس فون تریر
- Comment je me suis disputé... (ma vie sexuelle) - ارنو دپلشن
- تصادف (فیلم ۱۹۹۶) - دیوید کراننبرگ
- فارگو (فیلم) - برادران کوئن
- Feng yue - چن کایگه
- کانزاس سیتی (فیلم) - رابرت آلتمن
- ابرهای متحرک (فیلم) - آکی کوریسماکی
- La seconda volta - میمو کالوپرستی
- روز هشتم - ژاکو فان دورمل
- دزدی‌ها (فیلم ۱۹۹۶) - آندره تشینه
- Nan guo zai jian, nan guo - هو شیائو-شین
- Po di Sangui - Flora Gomes
- خیلی دیر - لوچیان پینتیلیه
- تمسخر (فیلم) - پاتریس لوکنت
- رازها و دروغ‌ها - مایک لی (کارگردان)
- زیبایی ربوده‌شده - برناردو برتولوچی
- The Quiet Room - رالف ده هیر
- شکارچی آفتاب - مایکل چیمینو
- The Van - استیون فریرز
- زمین (فیلم ۱۹۹۶) - خولیو مدم
- Trois vies & une seule mort - رائول روئیز
- قهرمان خودساخته - ژاک اودیار

## برندگان

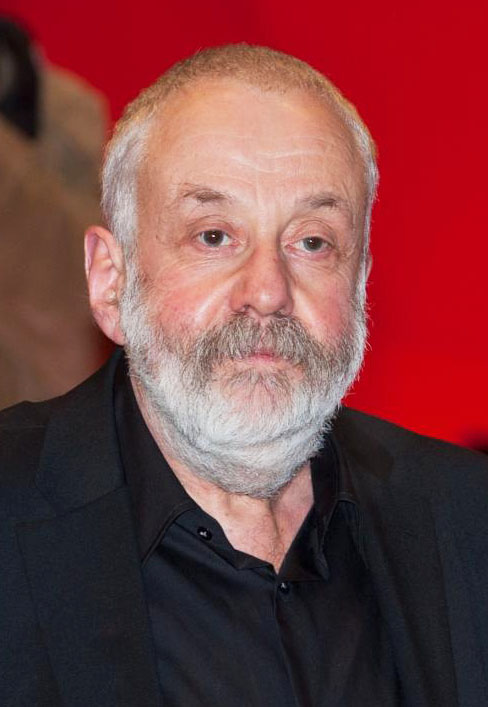
مایک لی (کارگردان), برنده نخل طلا

- نخل طلا: رازها و دروغ‌ها - مایک لی (کارگردان)
- جایزه بزرگ (جشنواره فیلم کن): شکستن امواج - لارس فون تریر
- جایزه ویژه هیئت داوران: تصادف (فیلم ۱۹۹۶) - دیوید کراننبرگ
- جایزه بهترین بازیگر مرد جشنواره فیلم کن: دنیل اوتوی, پاسکال دوکن برای روز هشتم
- جایزه بهترین بازیگر زن جشنواره فیلم کن: برندا بلتین برای رازها و دروغ‌ها
- جایزه بهترین کارگردان جشنواره فیلم کن: برادران کوئن برای فارگو (فیلم)
- نخل طلایی فیلم کوتاه: Szél - Marcell Iványi
- جایزه بهترین فیلم‌نامه جشنواره فیلم کن: قهرمان خودساخته برای ژاک اودیار و Alain Le Henry
- دوربین زرین: موسیقی عشق - شرلی برت